# Morges
Morges (lyssna (fil)) är en stad och kommun i distriktet Morges i kantonen Vaud, Schweiz. Kommunen har 17 720 invånare (2023). Morges är huvudort i distriktet med samma namn och ligger vid Genèvesjön.